# Pablo Espinosa
Pour les articles homonymes, voir Espinosa.
Pablo Espinosa Doncel (né le 10 mars 1992) est un acteur espagnol. Il est notamment connu pour avoir tenu le rôle récurrent de Pablo Calleja dans la série télévisée espagnole Physique ou Chimie, ainsi que pour tenir l'un des rôles principaux (Tomás) de la telenovela argentine Violetta depuis 2012.

## Carrière
Pablo Espinosa a joué dans la série d'Antena 3, Physique ou Chimie : il a participé aux troisième et quatrième saisons, interprétant le personnage de Pablo Calleja. Il a ensuite rejoint la distribution de la telenovela espagnole Le Secret où il a tenu le rôle de Ramiro Castañeda.
Il a obtenu l'un des rôles principaux de la série argentine Violetta (Tomás, jeune musicien amoureux de Violetta), qui chante les chansons de Bo Nico aux côtés de Martina Stoessel et de Jorge Blanco. Ces nombreuses chansons qu'il chante avec les autres acteurs sont regroupées sur l'album Violetta (2012).

## Filmographie

### Cinéma
- 2012 : Clara, no es nombre de mujer : Elías

### Télévision
- 2009 : Physique ou Chimie : Pablo Calleja (saisons 3 et 4)
- 2010 : La Pola : Alejandro Sabaraín jeune
- 2011 : Le Secret : Ramiro Castañeda
- 2012: Violetta : Tomás Heredia

### Musique
Dans Violetta :
- Ser Mejor avec la troupe de Violetta
- Ven Y Canta avec la troupe de Violetta
- Tienes Todo avec Martina Stoessel
- Entre tu y yo avec Martina Stoessel
- Verte de lejos
- Tienes el Talentos avec Martina Stoessel, Jorge Blanco, Lodovica Comello, Alba Rico, Mercedes Lambre, Ruggero Pasquarelli et Facundo Gambandé

## Théâtre
- 2008-2009 : Las brujas de Salem (Arthur Miller) : John Proctor